# Rodessa
Rodessa és una població dels Estats Units a l'estat de Louisiana. Segons el cens del 2000 tenia 307 habitants.

## Demografia
Segons el cens del 2000, Rodessa tenia 307 habitants, 119 habitatges, i 81 famílies. La densitat de població era de 142,8 habitants/km².
Dels 119 habitatges en un 36,1% hi vivien nens de menys de 18 anys, en un 48,7% hi vivien parelles casades, en un 14,3% dones solteres, i en un 31,9% no eren unitats familiars. En el 28,6% dels habitatges hi vivien persones soles el 17,6% de les quals corresponia a persones de 65 anys o més que vivien soles. El nombre mitjà de persones vivint en cada habitatge era de 2,58 i el nombre mitjà de persones que vivien en cada família era de 3,17.
Per edats la població es repartia de la següent manera: un 31,6% tenia menys de 18 anys, un 8,5% entre 18 i 24, un 28,7% entre 25 i 44, un 17,9% de 45 a 60 i un 13,4% 65 anys o més.
L'edat mediana era de 31 anys. Per cada 100 dones de 18 o més anys hi havia 100 homes.
La renda mediana per habitatge era de 21.750 $ i la renda mediana per família de 28.125 $. Els homes tenien una renda mediana de 31.750 $ mentre que les dones 13.977 $. La renda per capita de la població era de 10.693 $. Entorn del 22% de les famílies i el 24,6% de la població estaven per davall del llindar de pobresa.

## Poblacions més properes
El següent diagrama mostra les poblacions més properes.